# Georges Duhamel
Georges Duhamel (Pariz, 30. lipnja 1884. – Valmondois, 13. travnja 1966.) bio je francuski književnik.
Radio je kao kirurg u Prvom svjetskom ratu. Napisao je dva roma o ratnim stradanjima: „Život mučenika” (Vie des martyrs; 1917.) i „Civilizacija” (Civilisation; 1918.). U svojim esejima često suprotstavlja svijetu tehnologije vrijednosti srca i humanistički moral. Manje su mu zapažena kazališna djela i pjesme.

## Djela
- „Salavinov život i pustolovine” (Vie et aventures de Salavin)
- „Ljetopis obitelji Pasquier” (Chronique des Pasquier, 1933.-44.)